# Lynchia antica
Lynchia antica är en tvåvingeart som beskrevs av Maa 1969. Lynchia antica ingår i släktet Lynchia och familjen lusflugor. Inga underarter finns listade i Catalogue of Life.